# Andong
Andong és una ciutat de la província de Gyeongsangbuk-do, a Corea del Sud. És la ciutat més gran de la zona nord de la província, amb una població de gairebé 185.000 habitants. La seva situació geogràfica és 36° 34′ N 128° 43′ E / 36.567, 128.717. El Riu Nakdong flueix a través de la ciutat. Andong és el principal centre mercantil de les zones agrícoles circumdants.
Des dels anys 1970, Andong s'ha desenvolupat molt ràpidament, encara que la seva població ha descendit en habitants que han emigrat principalment a Seül i a altres centres urbans. A finals dels anys 90 la ciutat d'Andong es va transformar en un centre turístic i cultural d'interès nacional i internacional.